# Духові (Хорватія)
45°31′ пн. ш. 17°00′ сх. д. / 45.51° пн. ш. 17.00° сх. д.
Духові (хорв. Duhovi) — населений пункт у Хорватії, у Б'єловарсько-Білогорській жупанії у складі міста Гарешниця.

## Населення
Населення за даними перепису 2011 року становило 111 осіб.
Динаміка чисельності населення поселення: